# Norka europejska

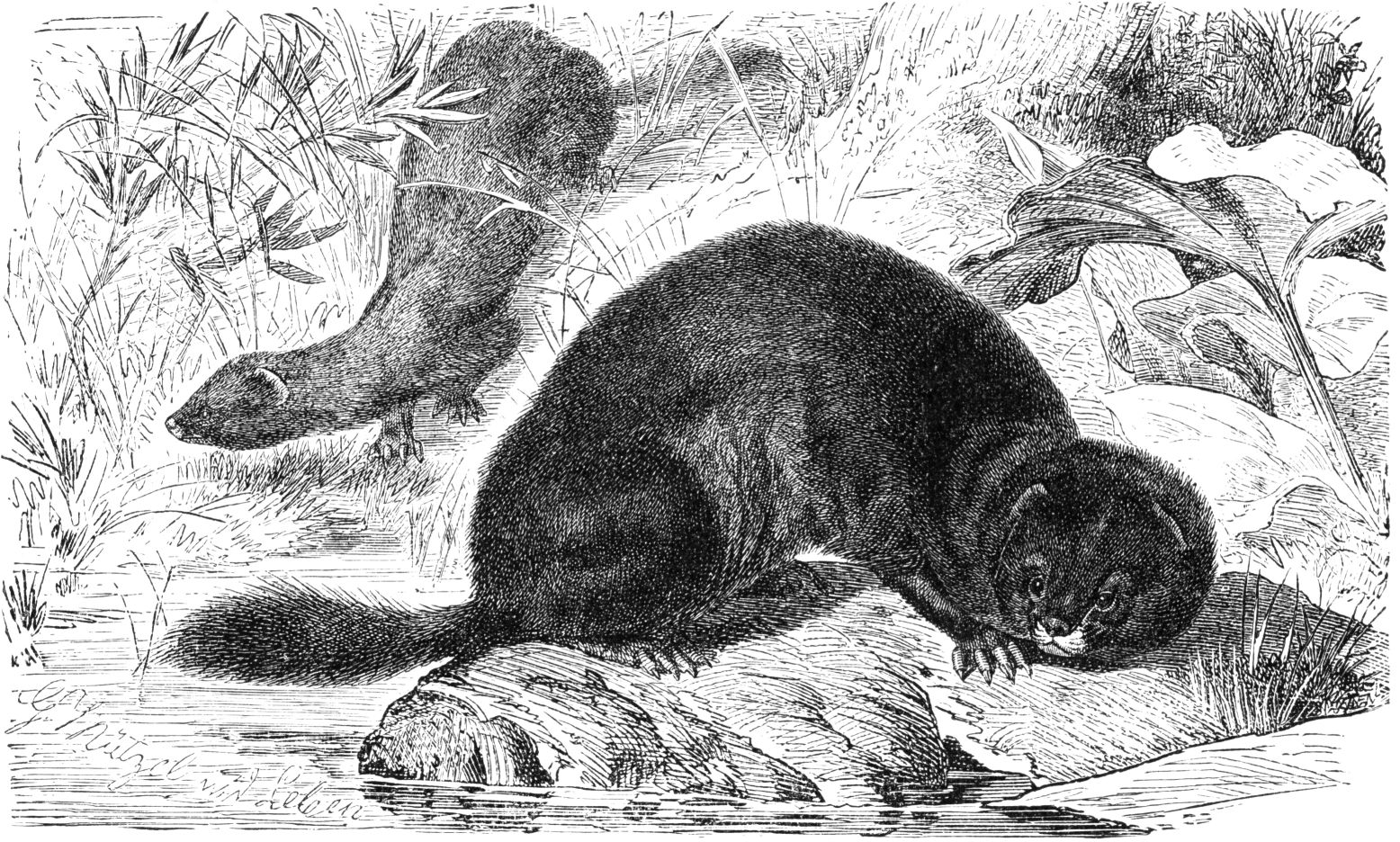

Norka europejska (Mustela lutreola) – gatunek ssaka z rodziny łasicowatych, dawniej spotykany w całej Europie. Poluje na małe ssaki, płazy, bezkręgowce i ptaki. Norka europejska została wytępiona w większej części Europy jeszcze przed sprowadzeniem wizona amerykańskiego, większego oraz sprawniejszego od niej drapieżnika. W Polsce według Polskiej Czerwonej Księgi Zwierząt (z 2001 r.) gatunek ma status zanikłego na terenie Polski.

## Występowanie i biotop
Nieliczne osobniki żyją w pewnych regionach Hiszpanii, Francji, Rumunii. Na terenie Polski gatunek ten wyginął na początku XX wieku (ostatnio widziano norkę europejską na Warmii w 1926 r.). W Rosji norki europejskie nie przekraczają na wschód granicy Uralu. Obecnie nieliczne osobniki żyją jeszcze w innych krajach starego kontynentu. Norki europejskie żyją nad zarośniętymi zbiornikami wodnymi; w górach można je spotkać nawet na wysokości 1500 m.

## Charakterystyka

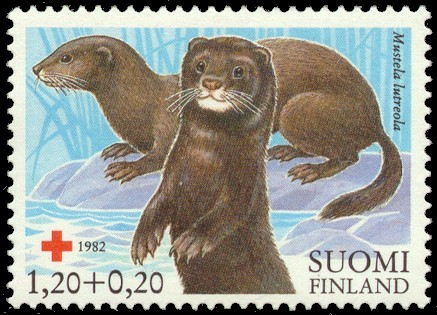
Na fińskim znaczku

WyglądBudową ciała norka europejska przypomina tchórza zwyczajnego, jest jednak od niego mniejsza. Jej szyja ma prawie taką samą szerokość jak głowa. Norka europejska ma układ zębów 3131/3132. Samica ma zwykle 4 pary sutków i waży ok. 0,6 kg. Samiec osiąga masę 0,9 kg. Norki amerykańskie są zwykle cięższe i mogą ważyć nawet do 1,5 kg. Długie ciało norki europejskiej pokrywa połyskujące, ciemnobrązowe lub czarne futro, z białą łatką na szyi. Od norki amerykańskiej różni się budową nóg, które są dłuższe i bardziej nadają się do chodzenia niż pływania. Większość norek ma białe łatki na pyszczku, które są charakterystyczne dla każdego osobnika. Norki europejskie częściej niż amerykańskie mają białe łatki od górnej strony pyszczka.
Tryb życiaPoluje na małe ssaki, żaby, raki, ryby, owady oraz ptactwo (także drób). Norki europejskie żyją zwykle samotnie.
RozródGody mają zwykle miejsce zimą. Ciąża norek europejskich trwa około 45 dni, a miot liczy 2–7 młodych. Norka osiąga dojrzałość płciową po 9 miesiącach.

## Podgatunki
Wyróżnia się siedem podgatunków norki europejskiej:
- M. lutreola biedermanni
- M. lutreola binominata
- M. lutreola cylipena
- M. lutreola lutreola
- M. lutreola novikovi
- M. lutreola transsylvanica
- M. lutreola turovi

## Ochrona
W Polsce jest chroniona prawnie. Obowiązuje też zakaz umyślnego płoszenia lub niepokojenia norki europejskiej.

## Norka europejska a wizon amerykański w Polsce
Według publikacji reklamowej Polskiego Związku Hodowców i Producentów Zwierząt Futerkowych norka europejska wyginęła w Polsce na początku XX w. W ten sposób wprowadzony kilkadziesiąt lat później do hodowli wizon amerykański (zwany też norką amerykańską) w żaden sposób nie mógł zagrozić norce europejskiej. Hodowcy wizonów twierdzą, że pochodzące z wypuszczeń radzieckich z lat 50. XX w. wizony amerykańskie stanowią odrębną od hodowlanej populację (różnią się wielkością i umaszczeniem), a z kolei pochodzące z terenów byłego ZSRR wizony przywędrowały do Polski, zajmując pustą niszę ekologiczną po norce europejskiej.
Twierdzenia te są problematyczne nie tylko z powodu konfliktu interesów, ale też z następujących przyczyn:
- Status wyginięcia jest tylko księgowym zapisem starającym naśladować rzeczywistość, jednak nie jest pewnym stwierdzeniem, nawet przy metodach badawczych stosowanych ponad 100 lat później[8][9]. Tym bardziej tak precyzyjne ustalenie daty wyginięcia nie jest możliwe i nawet przy monitorowanych w tych latach zwierzętach założenia dat są szerokimi zakresami[10][9].
- Wprowadzenie nowego gatunku, nawet jeśli gatunek zastępowany jest rzeczywiście wymarły, ma wpływ na proces reintrodukcji[11]. Taki proces wymaga usunięcia lub zmniejszenia liczebności gatunku konkurencyjnego[12][11].
- Pojęcie niszy ekologicznej dotyczy danego gatunku lub grup; wprowadzenie nowego gatunku powoduje utworzenie nowej niszy, stąd nie można stwierdzić, że wizon amerykański zajął niszę norki europejskiej[13], szczególnie wobec dowodów na inną niszę wizonów[14].